# Allmannshofen
Allmannshofen è un comune tedesco di 970 abitanti, sito nel Land della Baviera.